# Moulins-sur-Céphons
Moulins-sur-Céphons is een gemeente in het Franse departement Indre (regio Centre-Val de Loire) en telt 320 inwoners (1999). De plaats maakt deel uit van het arrondissement Châteauroux.

## Geografie
De oppervlakte van Moulins-sur-Céphons bedraagt 32,4 km², de bevolkingsdichtheid is 9,9 inwoners per km².
De onderstaande kaart toont de ligging van Moulins-sur-Céphons met de belangrijkste infrastructuur en aangrenzende gemeenten.

## Demografie
Onderstaande figuur toont het verloop van het inwonertal (bron: INSEE-tellingen).